# Мэлан, Адольф
Адольф Хейсберт «Сэйлор» Мэлан (африк. Adolf Gysbert (Sailor) Malan; 24 марта 1910, Веллингтон (ЮАР) — 17 сентября 1963) — южноафриканский лётчик-ас, полковник, в послевоенные годы — один из видных борцов против апартеида.
Родился в округе Буланд. Окончил школу в городе Веллингтон, затем служил курсантом на борту учебного судна «Генерал Бота». После этого работал на судоходной компании Union Castle до 1936 года.
С 1935 ВВС Великобритании увеличили набор в свои ряды, и Мэлан вступил туда в 1936 году (в то время ЮАС был британским доминионом). Он освоил управление самолётом Tiger Moth в начальной военно-воздушной школе под Бристолем, где 6 января 1936 года совершил свой первый полёт. К концу того же года Мэлан завершил курс обучения и уже 20 декабря 1936 года был направлен в 74-ю эскадрилью Королевских ВВС. В январе 1937 года получил звание лейтенанта ВВС (англ. Pilot Officer) и в августе был назначен исполняющим обязанности командира звена «A», летавшего на «спитфайрах». 6 июля 1938 года получил звание старшего лейтенанта ВВС (англ. Flying Officer). 2 марта 1939 года, за шесть месяцев до начала войны, произведён в капитаны ВВС (англ. Flight Lieutenant).

## Вторая мировая война

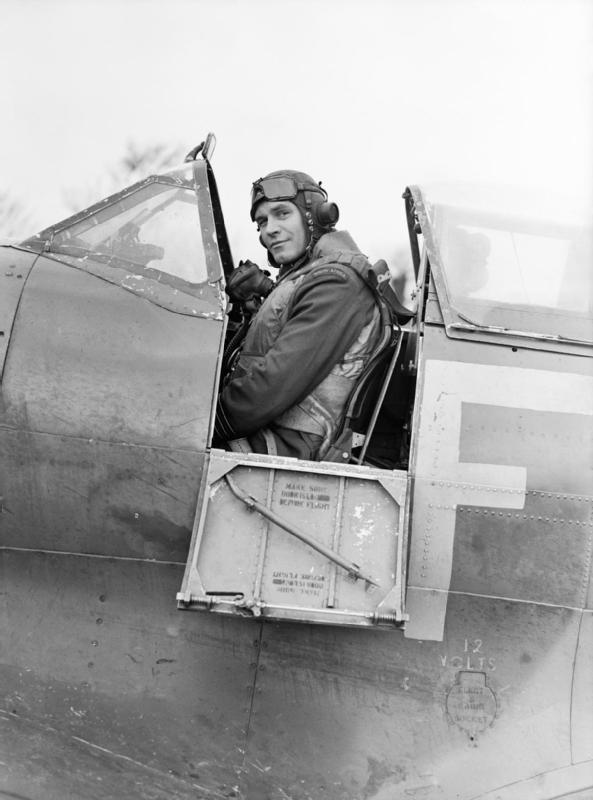
Мэлан в «Спитфайре».

74-я эскадрилья вступила в бой уже через 15 часов после официального объявления Британией о вступлении во Вторую мировую войну 6 сентября 1939 года. Группа, которой командовал Мэлан, должна была отразить нападение немецких бомбардировщиков, однако в результате не сумела опознать группу британских истребителей и сбила два из них, причём один из сбитых лётчиков погиб. Инцидент позднее получил известность как «сражение у Баркинг-Крик». Трибунал признал инцидент трагической случайностью.
Мэлан принимал участие в боях над Дюнкерком в 1940 году, за что позднее был награждён, и в сентябре того же года участвовал в воздушной битве за Британию. В 1944 году он командовал подразделением Королевских ВВС на Западном фронте. За время войны ему удалось сбить 35 самолётов люфтваффе. В возрасте 30 лет он был одним из самых молодых командиров авиагрупп британских ВВС.

## Послевоенный период
В 1946 году Мэлан завершил службу в Королевских ВВС Великобритании и отправился домой в ЮАС. Он поселился в округе Кимберли, где поступил на работу в крупнейшую горнодобывающую компанию.
В 1948 году к власти в ЮАС пришла Национальная партия, многие лидеры и рядовые члены которой сочувствовали нацистам в годы войны и противодействовали участию ЮАС в войне на стороне антигитлеровской коалиции. Национальная партия начала внедрять политику апартеида. Бывшие ветераны войны, напротив, в значительной мере были противниками Национальной партии и апартеида.
В 1951 году Мэлан стал президентом организации Torch Commando — совместного проекта двух антифашистских ветеранских организаций, «Легиона Спрингбок» (Springbok) и Боевого комитета военных ветеранов (Oorlogsveterane-aksiekomitee). По его собственным словам, организация была намерена бороться с расистским полицейским режимом Национальной партии, ограничивавшим права чёрных и цветных. Легион «Спрингбок», который изначально выглядел для многих белых южноафриканцев слишком левым и радикальным, стал приобретать в годы апартеида всё больше сторонников, в том числе среди членов потерпевшей поражение на выборах Объединённой партии, занимавшей либеральные позиции.
В период расцвета Torch Commando состояла из более чем 250 тысяч членов. Организация проводила массовые шествия, бойкотировала проведение в жизнь мер расовой сегрегации. Со своей стороны, Национальная партия запретила участие в организации государственным служащим и военнослужащим и попыталась стереть из истории память о Мэлане, опасаясь, что он станет примером для молодого поколения африканеров.

## Смерть и наследие
Здоровье Малана было подорвано в годы войны, и он умер 17 сентября 1963 года в возрасте 53 от болезни Паркинсона. В те годы она была редкой и малоизученной, поэтому после его смерти был основан фонд его имени по борьбе с болезнью, который существует и поныне. Его пережили жена Линда, сын Джонатан и дочь Валери.
В 1969 году вышел художественный фильм «Битва за Британию» (англ. Battle of Britain), в котором актёр Роберт Шоу сыграл роль командира эскадры Скиппера, основанную на деталях биографии Мэлана. Гай Хэмилтон рассказал об этом в специальном фрагменте — приложении к DVD-версии документальной ленты «Фильм для немногих» (A Film for the Few).

## Награды
Мэлан был награждён, в числе прочих, следующими орденами и медалями:
- Орден «За выдающиеся заслуги» (Великобритания)
- Крест «За выдающиеся лётные заслуги» (Великобритания)
- Военный крест (Бельгия)
- Военный крест (Франция)
- Орден Почётного легиона (Франция)
- Военный крест (Чехословакия).